# Jenny Carlson
Jenny Carlson, registrada civilmente como Jenny Helen Karlsson, nacida el 17 de abril de 1995 en la parroquia de Säve en Gotemburgo, es una jugadora de balonmano sueca que juega como central en el ataque.

## Carrera en clubes
En su club de origen, Kärra, se convirtió en campeona del junior-SM, lo cual es su principal mérito a nivel de clubes. En 2014, Jenny Carlson comenzó a jugar para Lugi HF, después de que su club de origen, Kärra HF, se viera obligado a abandonar la damelitserien. Permaneció cuatro años en Lugi, pero después de 2018 se trasladó a Ringkøbing en Dinamarca. En Lugi sufrió una lesión de ligamento cruzado en 2015. La rehabilitación fue exitosa y en 2016 volvió a las canchas.
Ringkøbing fue solo una dirección de club por un año y en la temporada 2019-2020 jugó para Ålborg. La temporada en Ringkøbing fue interrumpida por una enfermedad intestinal crónica que requirió una operación, y cuando Ringkøbing descendió, se rescindieron todos los contratos con el club. Incluso Ålborg descendió de la damehåndboldligaen danesa y Jenny cambió de club a Holstebro. En Holstebro su carrera despegó e impresionó como una de las mejores jugadoras del equipo. Sus buenas actuaciones en la liga danesa la hicieron elegible para la selección nacional.
En febrero de 2022 se confirmó que Holstebro descendería de la liga principal la próxima temporada, y al mismo tiempo, Jenny jugó su último partido para Holstebro. Fue presentada por el Brest Bretagne de Francia el 1 de marzo para el resto de la temporada. Luego firmó por una temporada adicional.

## Carrera en la selección nacional
Carlson fue convocada a la selección nacional para el torneo de clasificación olímpica de 2021. El 18 de junio de 2021 fue seleccionada para el equipo de Suecia en los Juegos Olímpicos de Tokio 2020. Durante el torneo olímpico, tuvo un buen desempeño en sus breves apariciones y en la semifinal contra Francia fue una de las mejores jugadoras de Suecia. También participó en el Campeonato Mundial de Balonmano Femenino de 2021 como la primera opción para la posición de central. En el Campeonato Europeo de 2022, fue una de las mejores del equipo sueco y recibió una calificación de tres de Handbollskanalen.